# Ҝ
La Ҝ, minuscolo ҝ è una lettera dell'alfabeto cirillico, usata in azero per rappresentare la consonante /g/, corrispondente alla latina G.